# Littérature suédoise
Pour un article plus général, voir Littérature nordique.
 (octobre 2017).
Si vous disposez d'ouvrages ou d'articles de référence ou si vous connaissez des sites web de qualité traitant du thème abordé ici, merci de compléter l'article en donnant les références utiles à sa vérifiabilité et en les liant à la section « Notes et références ».
Les termes « littérature suédoise » ou « littérature de Suède » (qui peuvent être considérées interchangeables) se réfèrent aux œuvres littéraires écrites en langue suédoise ou dans une autre langue par des auteurs suédois.
La littérature suédoise est principalement celle de la Suède, mais il existe aussi une part de la population finlandaise qui s'exprime et écrit en suédois. 
La diaspora suédoise (en), aux États-Unis, au Canada, au Mexique ou ailleurs, et l'immigration en Suède fournissent également des possibilités de littérature liée avec la culture suédoise.

## Résumé

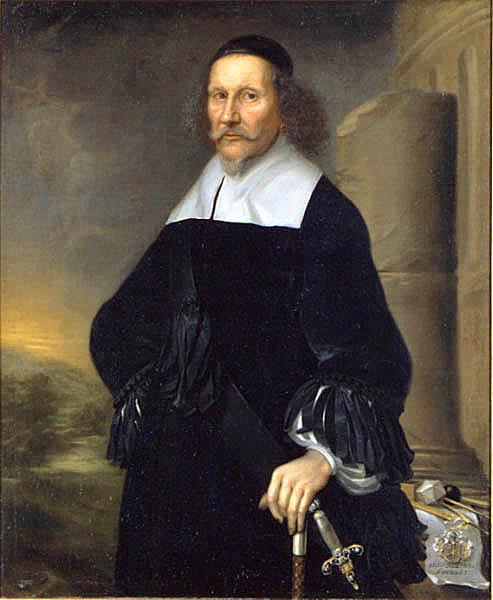
Georg Stiernhielm.

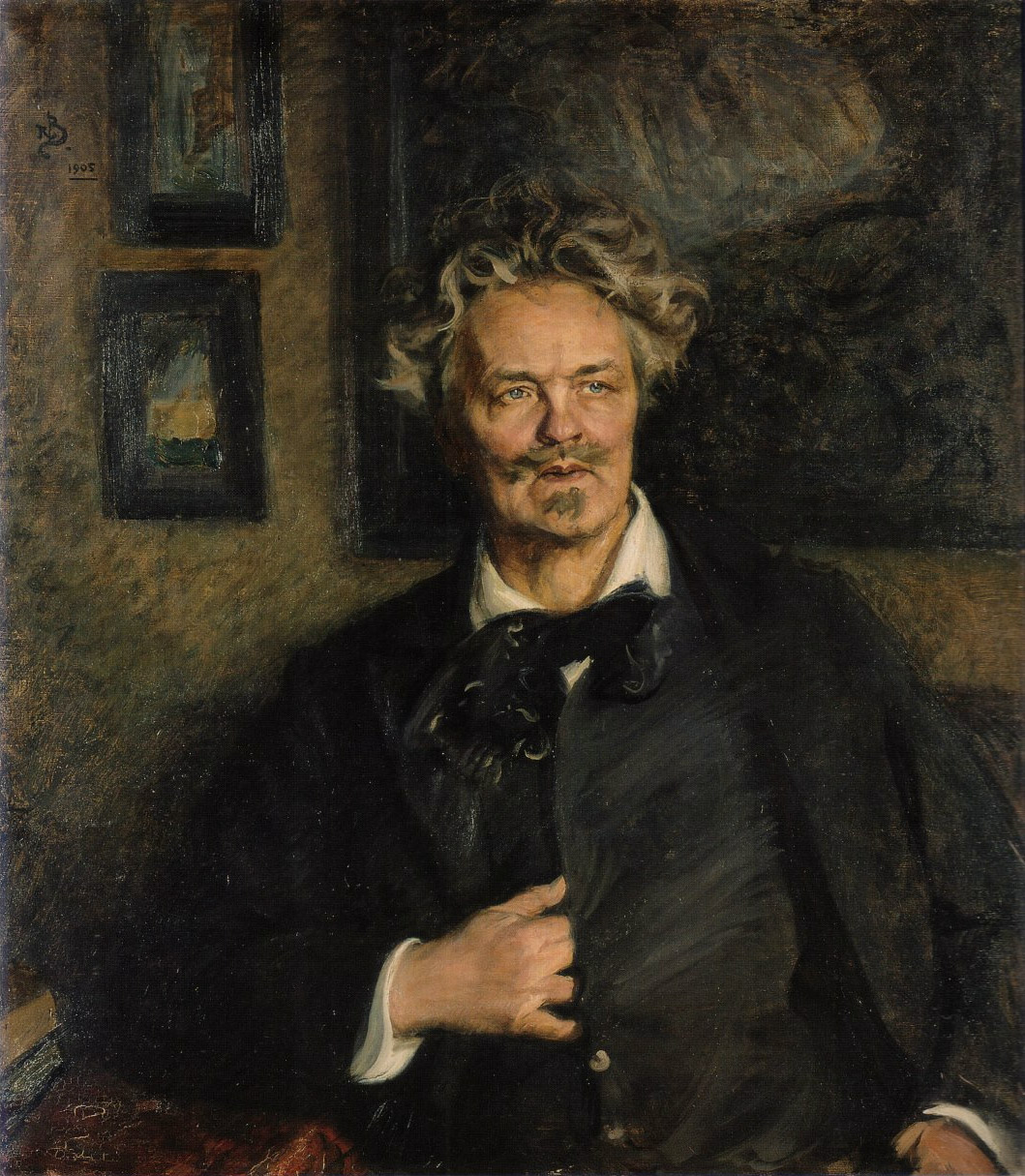
August Strindberg peint par Richard Bergh

La littérature suédoise est d'abord orale (dialogues, chants, contes, récits).
La littérature suédoise écrite trouve ses origines dans les runes qui racontaient le plus souvent les actes glorieux d'une famille noble ou constituaient des actes de propriété.
Le premier texte littéraire suédois connu est la pierre de Rök, taillée durant la période viking et qu’on estime remonter aux années 800.
En conséquence directe du passage du pays au Christianisme vers l’an 1100, la Suède fait son entrée dans une variante nordique du Moyen Âge.
Les lettrés, majoritairement religieux, surtout moines, utilisent leur langue de formation et de confession, la langue réputée universelle du catholicisme chrétien, le latin.
Le latin est ainsi la langue littéraire.
Il existe donc fort peu de textes écrits en vieux suédois durant cette période.
La littérature suédoise en suédois existe s’épanouit vraiment seulement au moment de sa standardisation, au XVIe siècle, pendant la Réforme protestante, grâce surtout à la traduction de la Bible réalisée en 1540-1541, dite Bible de Gustav Vasa.
Avec l’amélioration de l’éducation et la sécularisation de la culture, le XVIe siècle voit le développement de nombreux auteurs de langue suédoise.
Quelques-uns des personnages clés de cette littérature sont : Georg Stiernhielm, le premier à avoir écrit de la poésie classique en suédois ; Johan Henric Kellgren (XVIIIe siècle), le premier ayant écrit une prose suédoise fluide ; Carl Michael Bellman (finlandais du XVIIIe siècle), le premier auteur suédophone de ballades burlesques ou August Strindberg (à la fin du XIXe siècle), un dramaturge internationalement reconnu.

Au début du XXe siècle continuent de surgir des écrivains suédois notables, tels que Selma Lagerlöf (prix Nobel de littérature en 1909) ou Pär Lagerkvist (prix Nobel de littérature en 1951).
Entre 1949 et 1959, Vilhelm Moberg écrit une tétralogie narrative intitulée Les Émigrants (en suédois : Utvandrarna), considérée comme une des œuvres maîtresses de la littérature suédoise.
Dans les dernières décennies, une nouvelle génération d’écrivains s'établit dans le panorama international, tels que les écrivains de romans policiers Henning Mankell ou Jan Guillou.
Sans oublier, la romancière pour jeune public mondialement célèbre, Astrid Lindgren, auteur d’œuvres comme Fifi Brindacier, entre autres.
Au commencement du XXIe siècle, le journaliste Stieg Larsson, se convertit en un phénomène éditorial mondial grâce à sa trilogie Millenium.
Les écrivains suédois Emanuel Swedenborg et August Strindberg ont une influence importante en dehors de la littérature suédoise.

## Inscriptions runiques

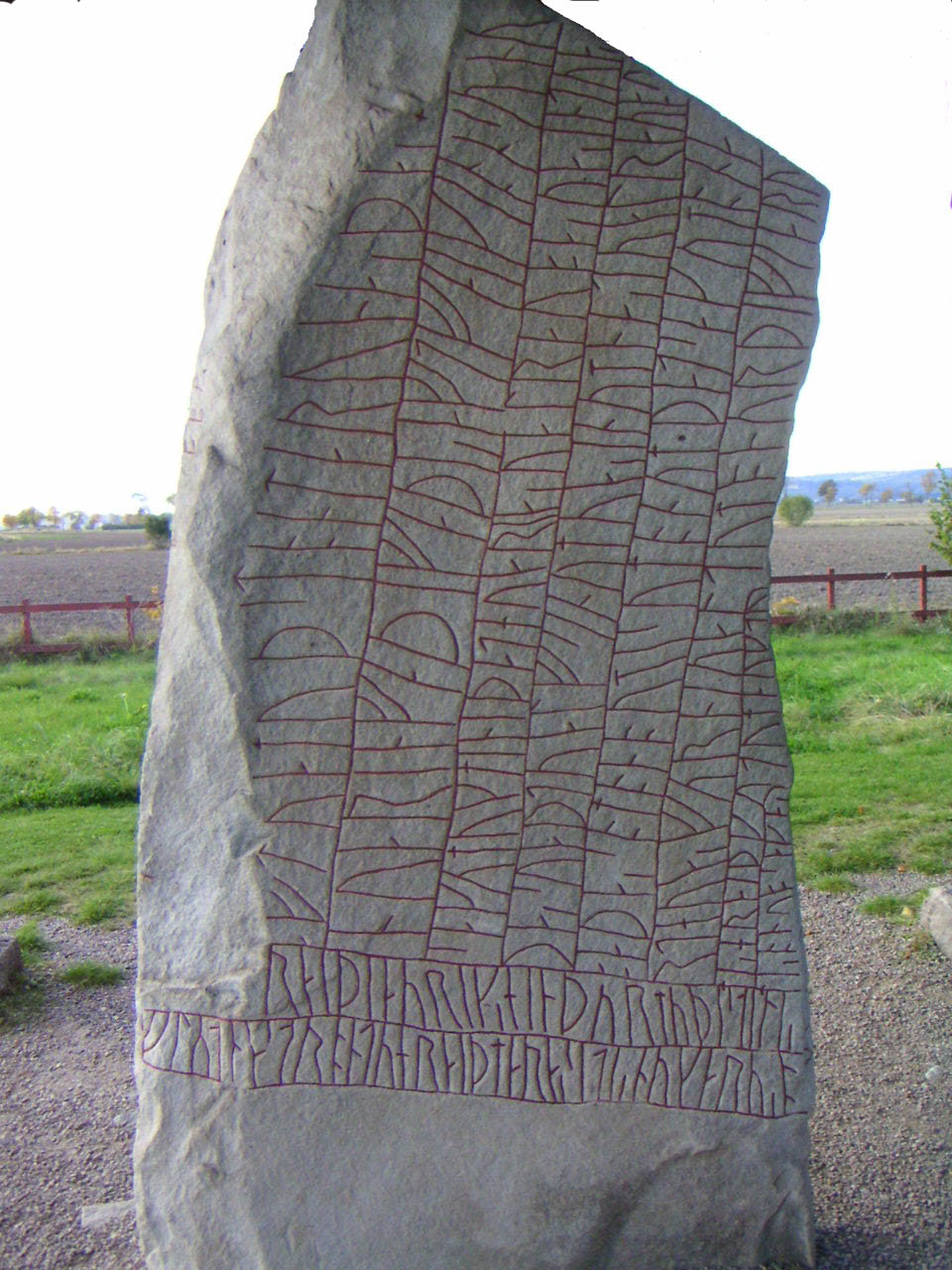
La pierre de Rök

La majorité des pierres runiques avaient un but pratique, plus que littéraire.
Leurs textes sont donc l’objet d’études par les historiens et les philologues.
Beaucoup de leurs inscriptions sont délibérément incompréhensibles, parce qu’apparemment utilisées à des fins magiques.
L’exception la plus notable reste la pierre de Rök, gravée, vers l’an 800, de l’inscription la plus longue connue, narrant divers passages de sagas et de légendes, en des mètres de taille variable.
Les textes sont écrits, en partie, en version allitérée ou fornyrðislag.
La pierre de Rök est considérée comme le point de départ de la littérature suédoise.
- Rune, pierre runique, codex Runicus, poèmes runiques, runologie, runomancie, liste de pierres runiques en Suède
- Littérature norroise

## Moyen Âge
Le proto-norrois (IVe-VIIe) évolue en vieux norrois (VIIIe-XVe), puis en vieux suédois (XIIIe-XVIe) puis en suédois moderne (nysvenska).
La christianisation de la Suède est sans aucun doute l’un des faits les plus marquants dans l’histoire de la Suède, et qui se reflète comme tel dans l’évolution de sa littérature.
Ainsi, par exemple, la pierre de Rök, montre le processus d’adaptation de la culture viking à la nouvelle religion : ses signes sont les mêmes que celle de la Gravure de Ramsund, mais avec ajout d'une croix chrétienne, et modification de l’ordre des dessins, de manière qu’ils ne suivent pas la logique narrative du mythe qu’ils représentent.
À partir de ce moment, en outre, la littérature commence à chercher à l’étranger des modèles littéraires à suivre.
Vers 1200, le christianisme est déjà fermement établi et la culture médiévale européenne introduite en Suède.
Une minorité seulement connaît et sait manier l’écriture, et de fait ce qui se conserve par écrit est quantitativement négligeable.
Les premiers manuscrits complets conservés datent seulement du XIVe siècle et sont rédigés en latin.
Il faut attendre jusqu'à la fin de ce siècle pour trouver les plus anciens textes conservés en langue suédoise.
La plupart de la littérature de cette époque est de type religieux ou moral, ou juridique (textes légaux).
- Early Swedish literature (en)
- Eufemiavisorna (en) (1301-1312), romances traditionnelles traduites en suédois, en vers de mirliton : Duc Frédéric de Normandie, Floire et Blancheflor, Yvain
- Chroniques d'Éric ou Erikskrönika (1320-1335), Karlskrönikan (de Charles), Stureskrönikorna (de Sture)
- Catherine de Suède (1332-1381)
- Margareta Clausdotter (en) (vers 1445-1486)
- Christina Brask (en) (1459-1520)
- Liste de scaldes scandinaves (en)
- Littérature suédoise médiévale (en)
- Union de Kalmar (1397-1523)

## XVIesiècleetXVIIesiècle
Le suédois moderne se développe avec l'introduction de l'imprimerie et la Réforme protestante.

### Littérature de la Réforme

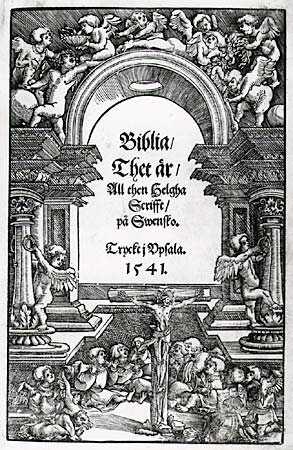
Première page de la première traduction intégrale de la Bible en suédois, ', 1541

La littérature de la période de la Réforme suédoise, écrite entre 1526 et 1658, reste en piètre estime.
La principale raison de cet enlisement de la littérature suédoise est le contrôle ainsi que la censure établie par le roi Gustav Ier Vasa qui fait en sorte que la production se limite à la Bible et autres textes religieux.
En même temps, les monastères catholiques sont détruits, et leurs bibliothèques brûlées.

Le monarque ne considère pas non plus comme fondamental de restructurer l’éducation. En conséquence, l’Université d'Uppsala entre en période de décadence.
La bourgeoisie est encore en train de se développer, et l’église a perdu une grande partie de son influence après la Réforme Protestante des années 1520. Ainsi, les Suédois qui désireraient acquérir une culture et une éducation supérieure se voient obligés de séjourner à l’étranger, principalement aux universités de Rostock ou de Wittemberg. En plus de la Réforme, l’autre mouvement idéologique et culturel important est le Gothicisme, qui idéalise le passé antique de la Suède.
Les contributions à la culture suédoise sont en général assez maigres à cette époque. Pourtant, c'est à ce moment que sont posées les bases de son épanouissement postérieur.

Ainsi, par exemple, la traduction de la bible en suédois réalisée en 1541, la dénommée bible de Gustav Ier Vasa, suggère une première standardisation de la langue. Et l’introduction de l’imprimerie en Suède permet l’expansion de la lecture à ceux à qui cela était précédemment interdit.
- Gustave Ier Vasa (1480-1576), régent puis roi de Suède de 1521 à 1576
- Réforme en Suède
- Traductions de la Bible en suédois (en)
- Historia de omnibus Gothorum Sueonumque regibus (1554)
- Historia de Gentibus Septentrionalibus (1555)
- Première littérature suédoise (en) (1200-1500)
- Littérature suédoise de la Réforme et de la Renaissance (en)

### La Renaissance suédoise

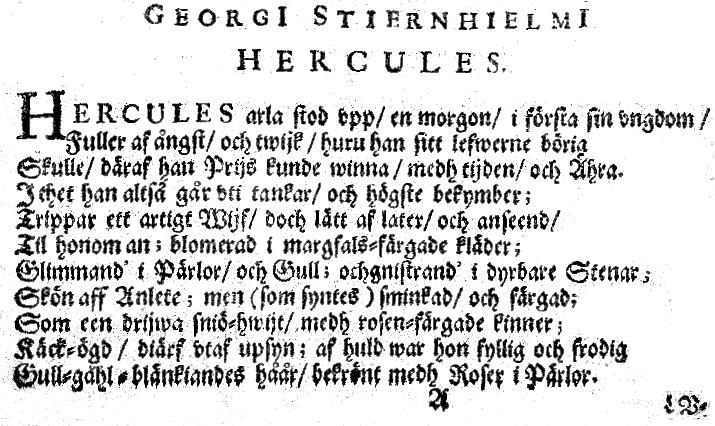
Première page d’Hercules de Georg Stiernhielm, 1658

La période de l’histoire de la Suède comprise entre 1630 et 1718 est connue comme l’Empire suédois et correspond, plus ou moins, à la période de la naissance (ou de la renaissance) de la littérature suédoise.

Une date-clé en cette dite « Renaissance » est l’année 1658, où Georg Stiernhielm publie son Herculus, la première œuvre de la littérature suédoise écrite en hexamètres.

Quand la Suède se transforme en puissance militaire, une importante classe moyenne fait son apparition.

À la différence de la période antérieure, l'éducation n'est plus uniquement une question d'études religieuses telle que la théologie.

L’influence des autres pays, en particulier l’Allemagne, les pays britanniques, les Pays-Bas ou la France devient évidente jusque dans tous les aspects de la littérature.
En ce sens, il est significatif de dire que celui qui est considéré comme le premier poète suédois, Georg Stiernhiem, était plus versé dans la philosophie et la littérature classique qu'en théologie chrétienne.

Durant cette période, le gothicisme gagne également de l’importance, se convertissant en paradigme littérature dominant, avec pour objectif de démontrer que la Suède est naturellement une puissance internationale.
- Georg Stiernhielm (1598-1672), Hercules (1658), réputé le père de la poésie suédoise
- Olof Rudbeck (1630-1702), Atlantica (sv) (Atland eller Manheim, 1679–1702)

## 1721-1809: classicisme, lumières, préromantisme
- Maison de Holstein-Gottorp
- Olof von Dalin (1708-1763)

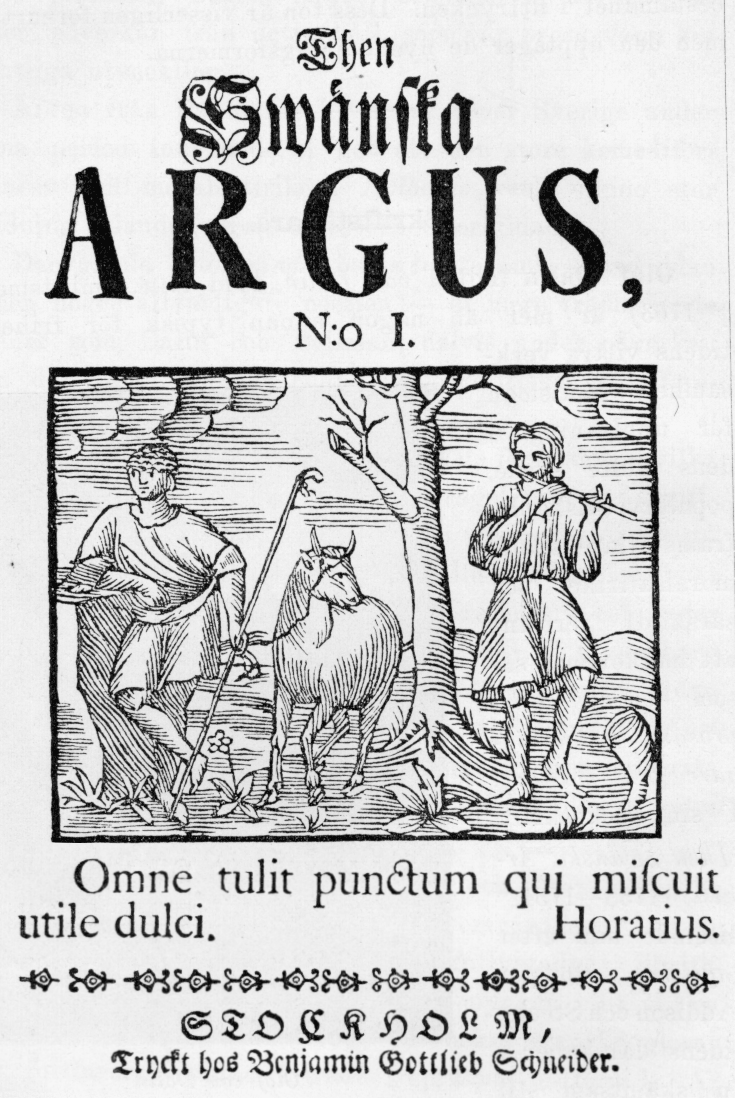
Then Swänska Argus, 1732

- Hedvig Charlotta Nordenflycht (1718-1763)
- Carl Michael Bellman (1740-1795)
- Johan Henric Kellgren (1751-1795)
- Anna Maria Lenngren (1754-1817)
- Thomas Thorild (1759-1808)
- Bengt Lidner (1757-1793)
- List of Fredman's Epistles (en)
- Swedish enlightenment literature (en)
- Then Swänska Argus (en)

## 1809-1870: romantisme et réalisme

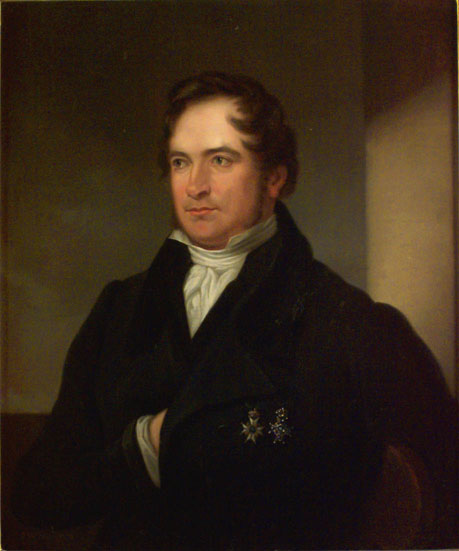
Erik Gustaf Geijer

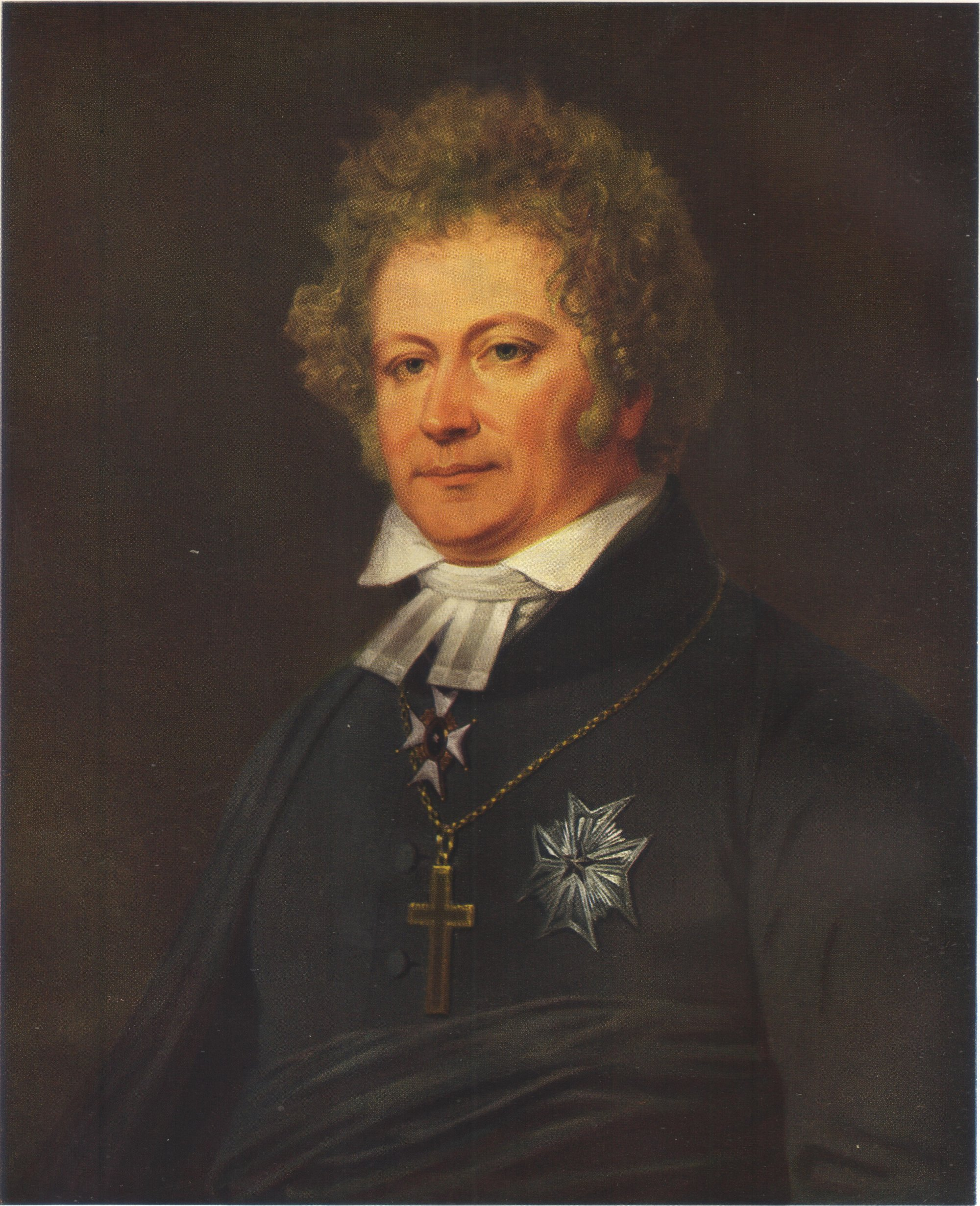
Esaias Tegnér

La Maison Bernadotte dirige la Suède depuis 1818, et la Norvège pendant près d'un siècle.
- Per Daniel Amadeus Atterbom (1790-1855)
- Erik Gustaf Geijer (1783-1847)
- Esaias Tegnér (1782-1846)
- Erik Johan Stagnelius (1793-1823), poète
- Carl Jonas Love Almqvist (1793-1866)
- Fredrika Bremer (1801-1865)
- Emilie Flygare-Carlén (1807-1892)
- Viktor Rydberg (1828-1895)
- Carl Snoilsky (1841-1903), poète
- Johan Ludvig Runeberg (1804-1877)
- Swedish Romantic literature (en)
- Swedish realism (en)

## 1870-1914: naturalisme et fin de siècle
- August Strindberg (1849-1912)
- Selma Lagerlöf (1858-1940)
- Gustaf Fröding (1860-1911)
- Verner von Heidenstam (1859-1940)
- Erik Axel Karlfeldt (1864-1931)
- Hjalmar Söderberg (1869-1941)

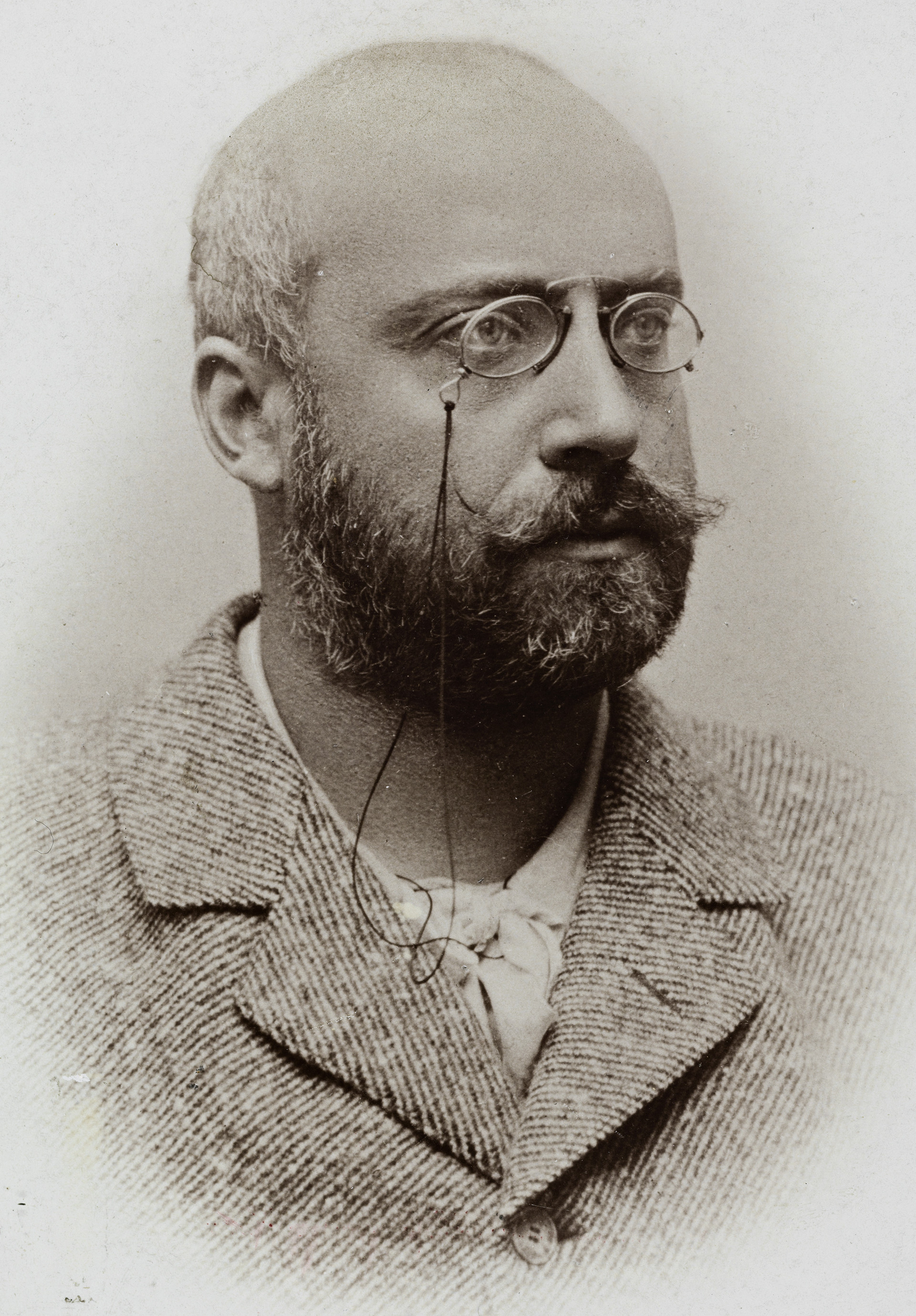
Gustaf Fröding

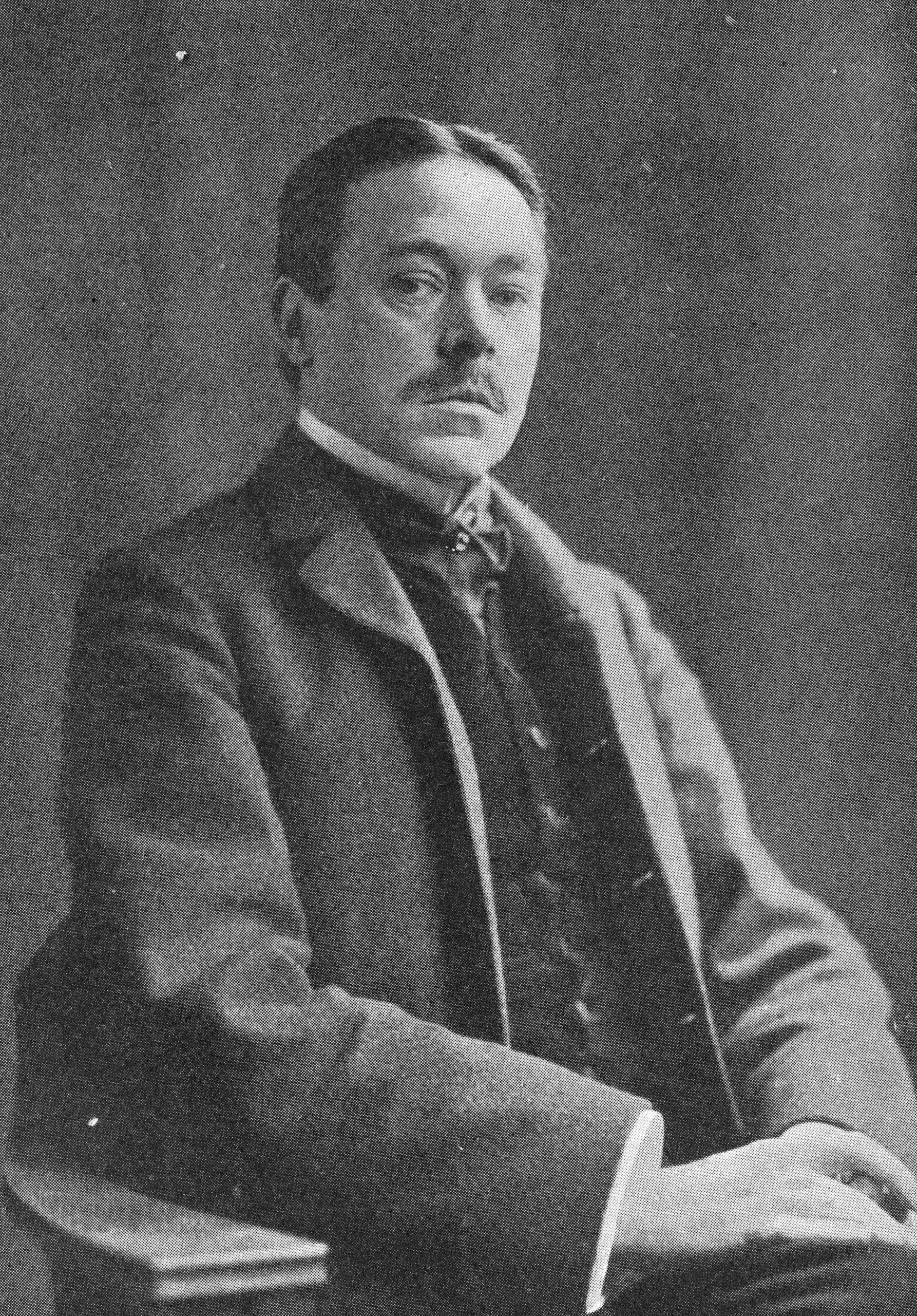
Hjalmar Söderberg

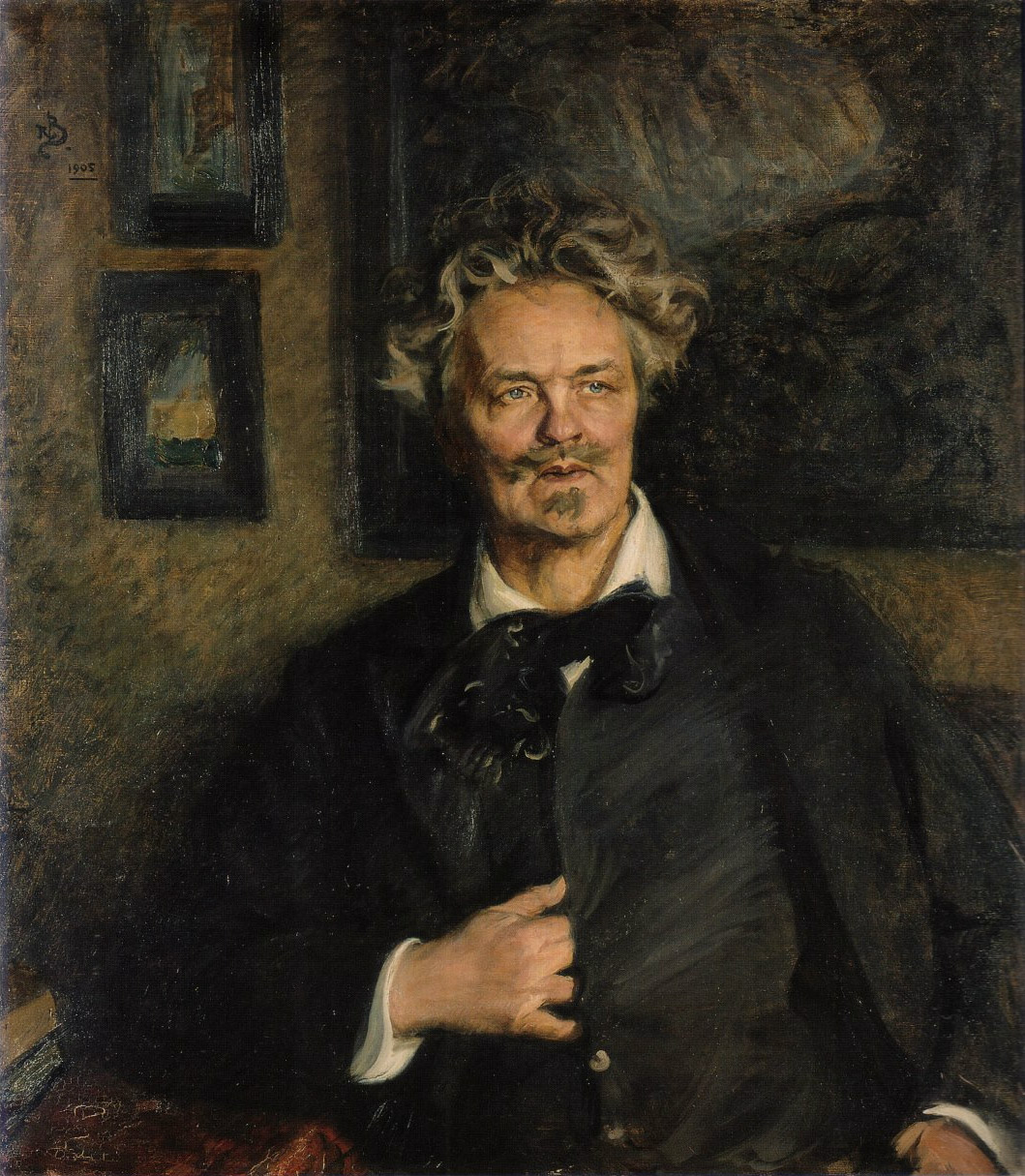
August Strindberg (Richard Bergh, 1905)

- Vilhelm Ekelund (1880-1949), poète
- Nittiotalet (sv) (littérature des années 1890)

## 1914-1945: entre deux guerres
- Sigfrid Siwertz (1882-1970)
- Elin Wägner (1882-1949)
- Hjalmar Bergman (1883-1931)
- Vilhelm Moberg (1898-1973)
- Ivar Lo-Johansson (1901-1990)
- Jan Fridegård (1897-1968)
- Moa Martinson (1890-1964)
- Pär Lagerkvist (1891-1974)
- Birger Sjöberg (1885-1929), poète

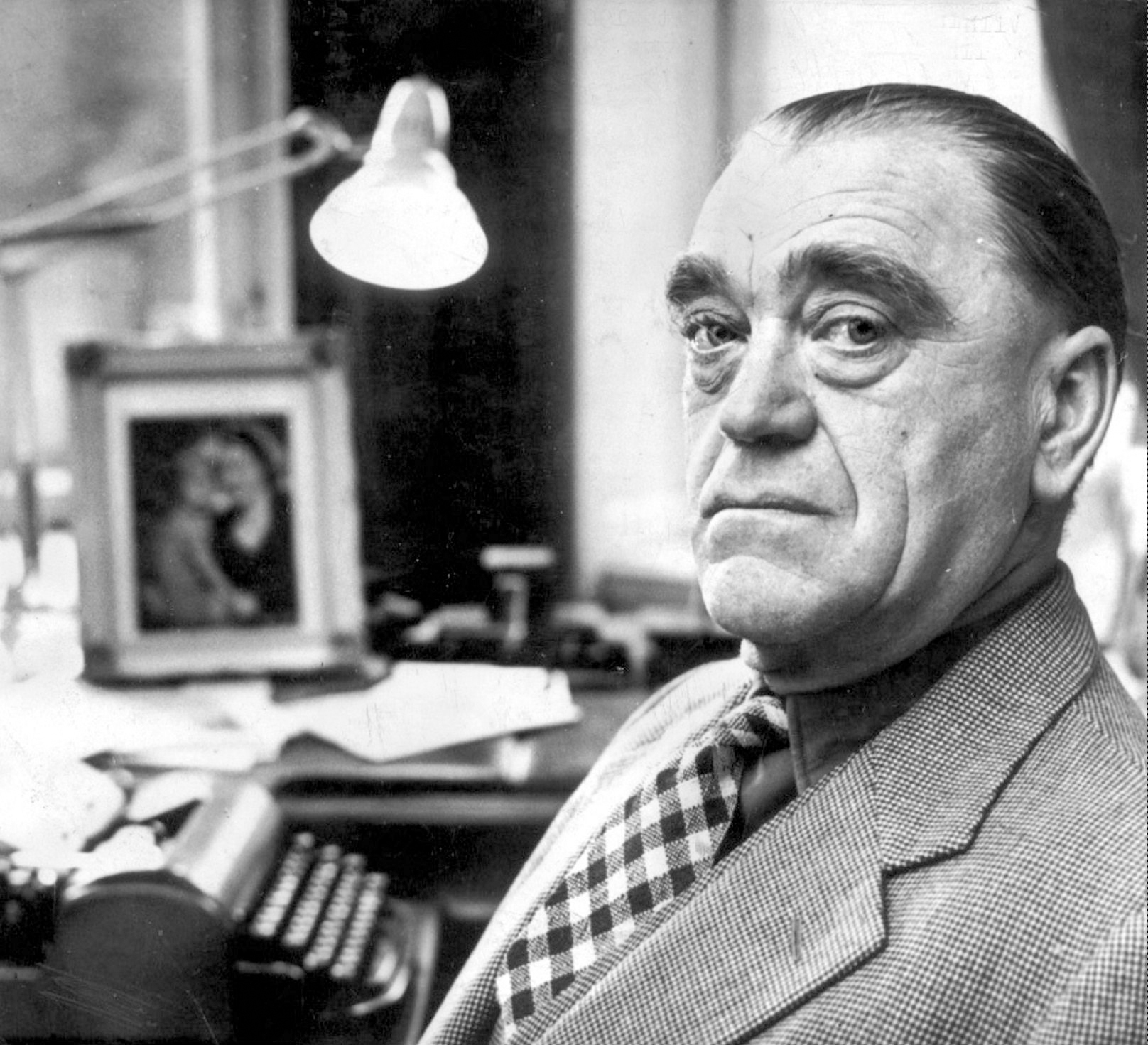
Vilhelm Moberg en 1967

- Hjalmar Gullberg (1898-1961), poète
- Artur Lundkvist (1906-1991)
- Harry Martinson (1904-1978)
- Karin Boye (1900-1941)
- Eyvind Johnson (1900-1976)
- Modernist Swedish literature (en)
- Littérature des années 1940 en Suède (sv)

## 1945-1995
- Erik Lindegren (1910-1968)
- Karl Vennberg (1910-1995)
- Werner Aspenström (1918-1997)
- Elsa Grave (1918-2003)
- Rut Hillarp
- Per Olof Sundman (1922-1992)
- Sara Lidman (1923-2004)
- Jan Myrdal (1927)
- Sven Delblanc (1931-1992)
- Kerstin Ekman (1933-)
- Per Olov Enquist (1934-)
- Göran Tunström (1937-)
- Inger Alfvén (1940)

### Théâtre
- August Strindberg (1849-1912)
- Ingmar Bergman (1918-2007)
- Torgny Lindgren (1938-2007)
- Lars Norén (1944-2021)
- Sara Stridsberg (1972-)
- Stig Larsson (Regisseur) (1955-)

## Époque contemporaine
La littérature suédoise contemporaine s'est fait connaître en dehors de la Suède grâce à de nombreuses traductions de romans policiers, notamment en Allemagne. Les romans du couple d'écrivains Maj Sjöwall et Per Wahlöö ont été parmi les premiers à s'exporter, ils "ont vraiment révolutionné ce courant littéraire et lui ont donné ses lettres de noblesse". Ces romans ne se contentent pas de raconter des histoires criminelles, ils mettent aussi en scène de manière critique et très réaliste les milieux sociaux, les conditions de travail et les relations privées dans lesquels évoluent les policiers, aux travers des enquêtes de l'inspecteur principal Martin Beck. Certains romans ont été portés à l'écran avec succès. Un autre auteur de ce genre est Henning Mankell dont le personnage principal Kurt Wallander de ses romans policiers à succès connut aussi le succès lorsqu'il fut filmé. Considéré comme un successeur à Henning Mankell ou Maj Sjöwall et Per Wahlöö, Åke Edwardson s'inscrit dans cette lignée des polars à la suédoise avec une série d'enquêtes de l'inspecteur Erik Winter.
Citons également Klas Östergren, dont le foisonnant Gentlemen – paru en 1980 – dépeint de manière originale et attachante le Stockholm des années 1980.

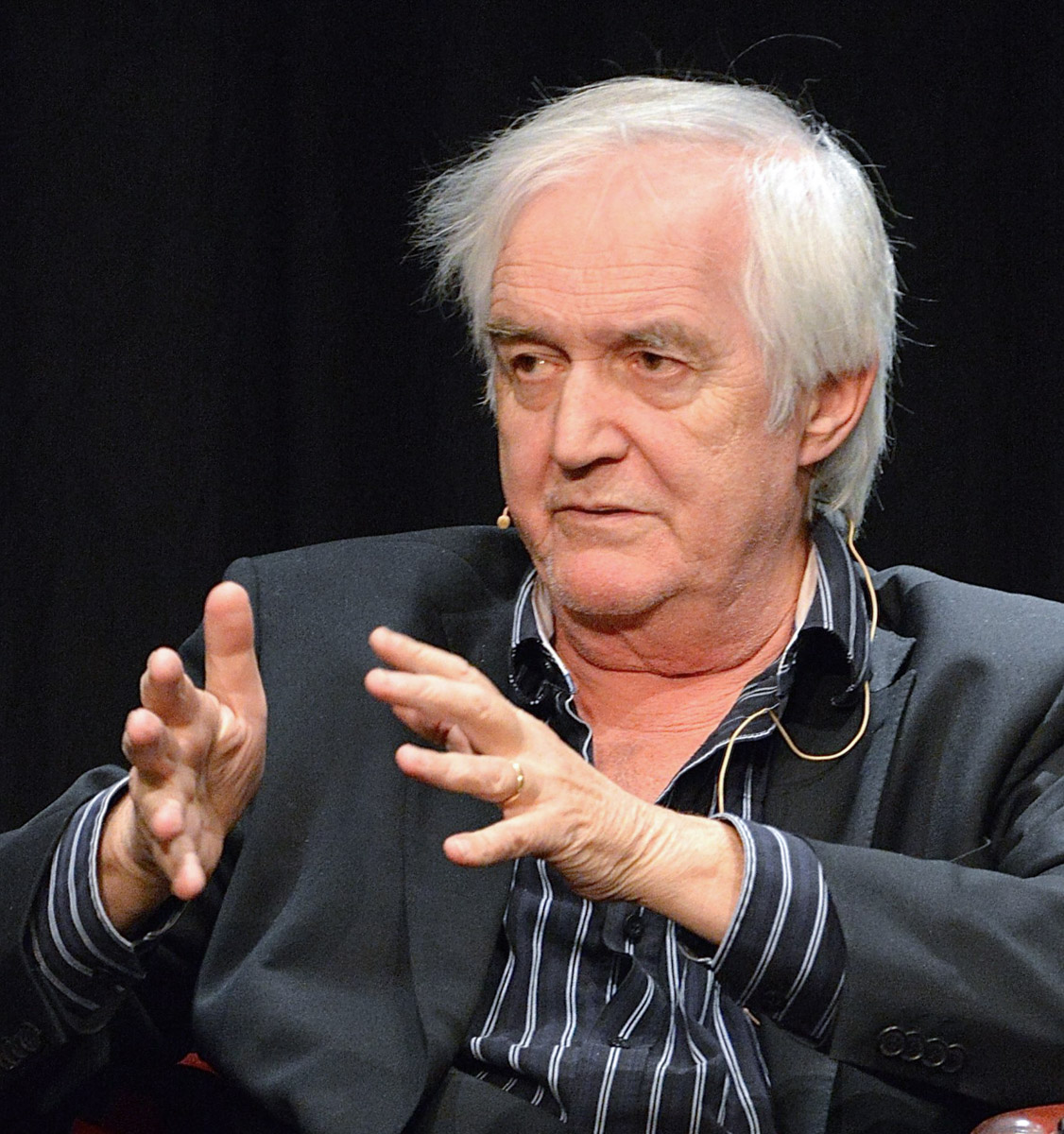
Henning Mankell

### Autres auteurs
- Carl Jonas Love Almqvist (1793-1866) ;
- Fredrika Bremer (1801-1865) ;
- Stig Dagerman (1923-1954) ;
- Per Olov Enquist (1934- ) ;
- Marianne Fredriksson (1927-2007) ;
- Gustaf Fröding (1860-1911) ;
- Jan Guillou (1944- ) ;
- Lars Gustafsson (1936- ) ;
- Per Hagman (1968- ) ;
- Eyvind Johnson (1900-1976) ;
- Jonas Jonasson (1961-) ;
- Amanda Kerfstedt (1835-1920)
- Camilla Läckberg (1974- ) ;
- Pär Lagerkvist (1891-1974) ;
- Selma Lagerlöf (1858-1940) ;
- Stieg Larsson (1954-2004) ;
- Björn Larsson (1953- ) ;
- Sven Lindqvist (1932- ) ;
- Svend Aage Madsen (1939-) ;
- Liza Marklund (1962- ) ;
- Harry Martinson (1904-1978) ;
- Katarina Mazetti (1944- ) ;
- Vilhelm Moberg (1898-1973) ;
- Jan Myrdal (en) (1927-2020) ;
- Håkan Nesser (1950- ) ;
- Klas Östergren (1955- )
- Gustaf Rune Eriks (1918-1999) ;
- Birger Sjöberg (1885-1929) ;
- Östen Sjöstrand (1925-2006) ;
- Hjalmar Söderberg (1869-1941) ;
- Birgitta Stenberg (1932-2014) ;
- August Strindberg (1849-1912) ;
- Sture Dahlström (1922-2001) ;
- Kerstin Thorvall (1925-2010) ;
- Göran Tunström (1937-2000 );
- Tomas Tranströmer (1931-2015).

### Lauréats suédois du prix Nobel de littérature
Auteurs suédois récompensés par le Prix Nobel de littérature, année et motif de la récompense :
- Selma Lagerlöf, 1909 : "En appréciation de l'idéalisme noble, l'imagination vive et la perception spirituelle qui caractérisent ses écrits".
- Verner von Heidenstam, 1916 : "En reconnaissance de son importance en tant que principal représentant d'une nouvelle ère dans notre littérature".
- Erik Axel Karlfeldt, 1931 : "Pour la poésie de Erik Axel Karlfeldt".
- Pär Lagerkvist, 1951 : "Pour la vigueur artistique et la véritable indépendance d'esprit avec lesquelles il s'efforce dans sa poésie de trouver des réponses aux questions éternelles auxquelles l'humanité est confrontée".
- Nelly Sachs (née en Allemagne, citoyenne suédoise lorsqu'elle reçut le prix), 1966 : "pour sa remarquable œuvre lyrique et dramatique qui interprète le destin d'Israël avec sensibilité et force".
- Eyvind Johnson, 1974 : "Pour un art narratif, clairvoyant sur les terres et les époques, au service de la liberté".
- Harry Martinson, 1974 : "Pour des écrits qui captent la goutte de rosée et reflètent le cosmos".
- Tomas Tranströmer, 2011 : "Car, par des images denses, limpides, il nous donne un nouvel accès au réel".

#### Galerie

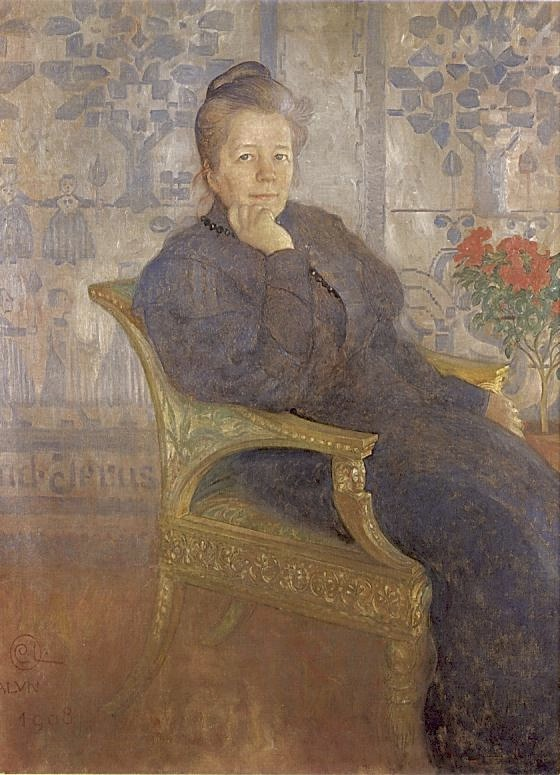
Selma Lagerlöf (Carl Larsson, 1908)
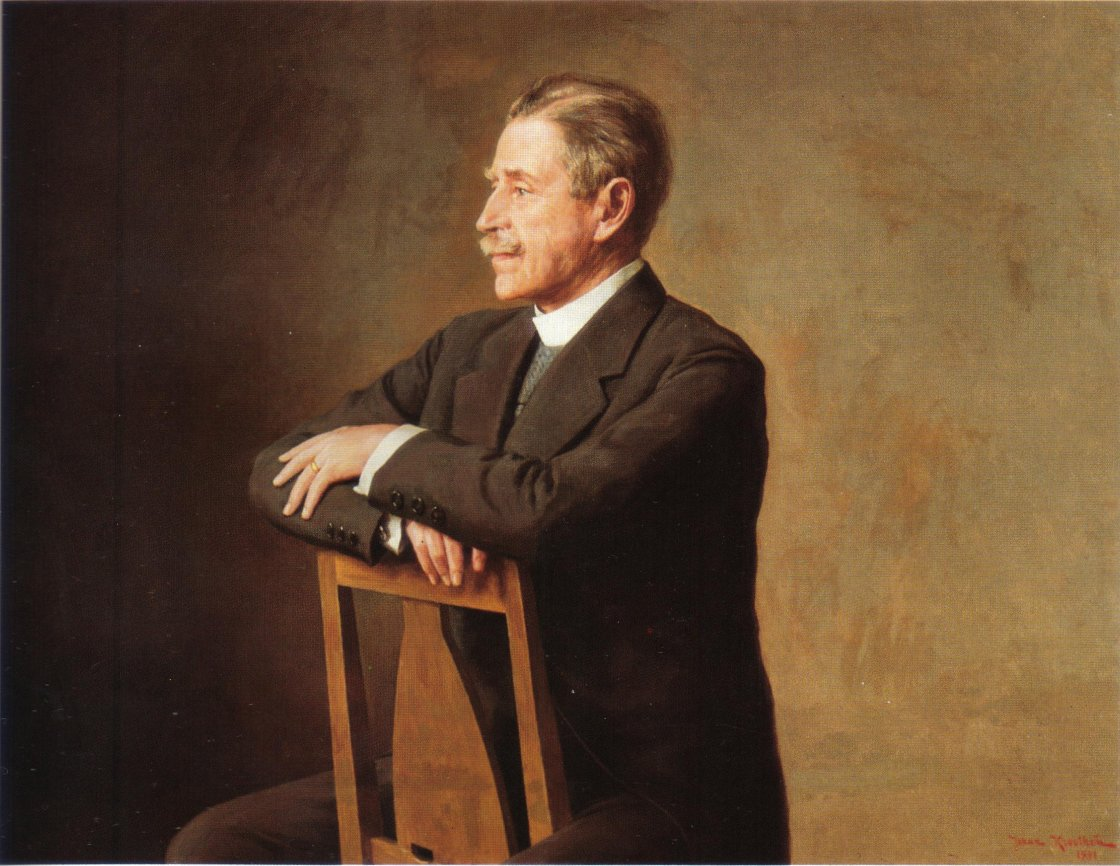
Verner von Heidenstam (Johan Krouthén, 1931)
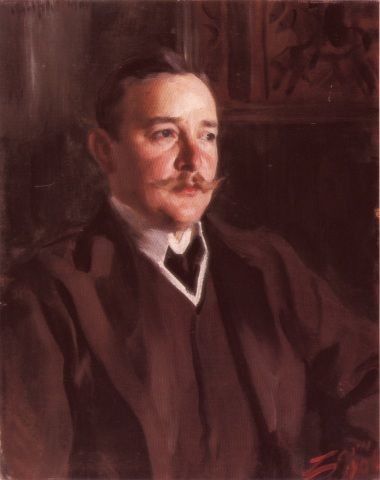
Erik Axel Karlfeldt (Anders Zorn, 1906)
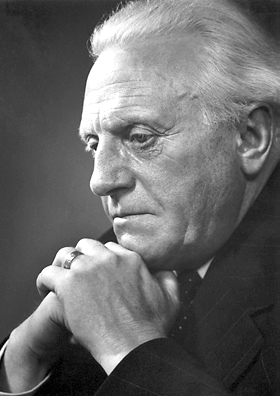
Pär Lagerkvist
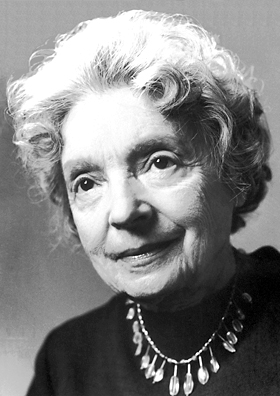
Nelly Sachs en 1966
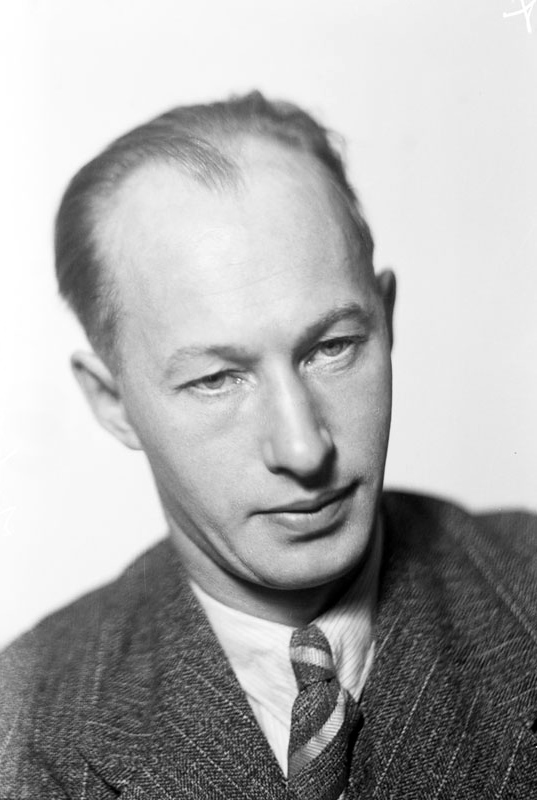
Eyvind Johnson
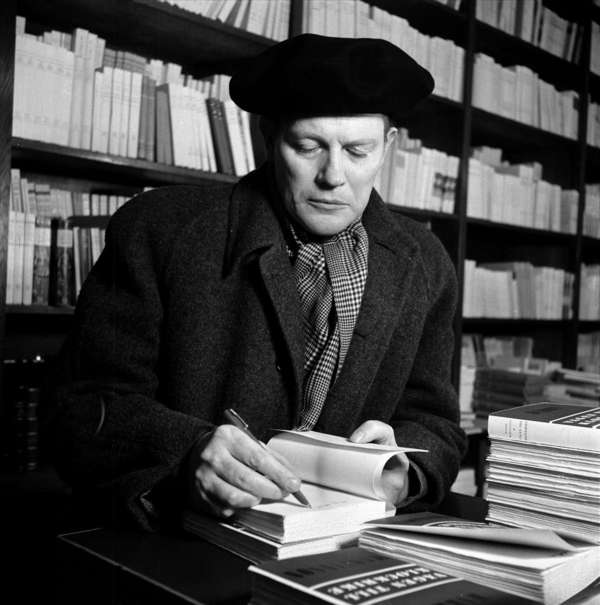
Harry Martinson en 1948
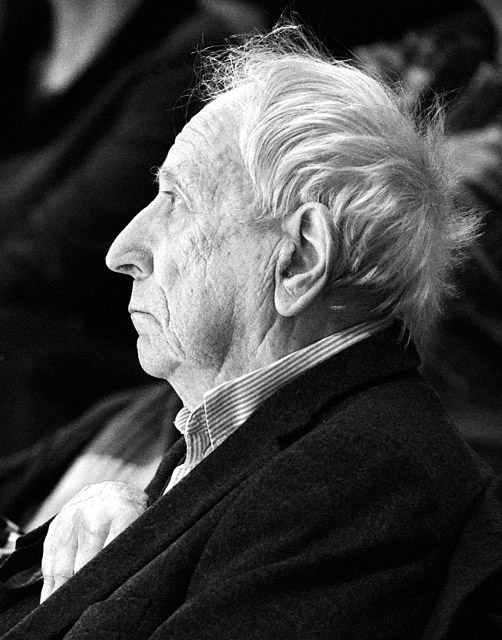
Tomas Tranströmer en 2014

### Liste de livres suédois majeurs duXXesiècle
| En 1997, Biblioteket i fokus, une revue destinée au bibliothèque, organisa un sondage pour désigner les livres majeurs du XXe siècle. 27 000 personnes ont voté pour créer une liste de 100 livres. Voici les 20 premiers. 1. Vilhelm Moberg, La saga des émigrants (Utvandrarserien), 1949–59 2. Astrid Lindgren, Fiffi Brindacier (Pippi Långstrump), 1945 3. Astrid Lindgren, Les Frères Cœur-de-lion (Bröderna Lejonhjärta), 1973 4. Per Anders Fogelström, la série de la Ville (Stadserien), 1960–1968 5. Selma Lagerlöf, Le Merveilleux Voyage de Nils Holgersson à travers la Suède (Nils Holgerssons underbara resa genom Sverige), 1906–07 6. Astrid Lindgren, Zozo la Tornade (Emil i Lönneberga), 1963 7. Frans G. Bengtsson, Orm le rouge (Röde Orm), 1941–45 8. Astrid Lindgren, Mio, mon Mio (Mio, min Mio), 1954 9. Astrid Lindgren, Ronya, fille de brigand (Ronja Rövardotter), 1981 10. Göran Tunström, L'Oratorio de Noël (Juloratoriet), 1983 11. Selma Lagerlöf, Jérusalem en Dalécarlie et Jérusalem en Terre Sainte (Jerusalem), 1901–02 12. Harry Martinson, Aniara, une odyssée de l'espace (Aniara), 1956 13. Marianne Fredriksson, Simon et les chênes (Simon och ekarna), 1985 14. Kerstin Ekman, Les Crimes au bord de l'eau (Händelser vid vatten), 1993 15. Jan Guillou, La Fabrique de violence (Ondskan), 1981 16. Ulf Lundell, Jack, 1976 17. Hjalmar Söderberg, Le jeu sérieux (Den allvarsamma leken), 1912 18. Moa Martinson, Mère se marie (Mor gifter sig), 1936 19. Jonas Gardell, Petit comique deviendra grand (En komikers uppväxt), 1992 20. Anders Jacobsson et Sören Olsson, Les livres de Bert (littérature pour enfants), 1987- | En 1998, un autre sondage pour désigner les 100 livres les plus importants du XXe siècle, fut lancé par l'émission Röda rummet (Le cabinet rouge, d'après un roman d'August Strindberg) de la télévision suédoise Sveriges television, auquel participèrent 17 000 personnes. Voici le top 20: 1. Vilhelm Moberg, La saga des émigrants (Utvandrarserien) 2. Harry Martinson, Aniara, une odyssée de l'espace (Aniara) 3. Frans G. Bengtsson, Orm le rouge (Röde Orm) 4. Astrid Lindgren, Fiffi Brindacier (Pippi Långstrump) 5. Per Anders Fogelström, la série de la Ville (Stadserien) 6. Selma Lagerlöf, Le Merveilleux Voyage de Nils Holgersson à travers la Suède (Nils Holgerssons underbara resa genom Sverige) 7. Selma Lagerlöf, L'Empereur du Portugal, conte verlandais (Kejsaren av Portugallien) 8. Hjalmar Söderberg, Le jeu sérieux (Den allvarsamma leken) 9. Selma Lagerlöf, Jérusalem en Dalécarlie et Jérusalem en Terre Sainte (Jerusalem) 10. Eyvind Johnson, Le Temps et Sa Grâce (Hans nådes tid), 1960 11. Vilhelm Moberg, Mon instant sur cette terre (Din stund på jorden) 12. Göran Tunström, L'Oratorio de Noël (Juloratoriet) 13. Astrid Lindgren, Les Frères Cœur-de-lion (Bröderna Lejonhjärta) 14. Eyvind Johnson, Heureux Ulysse (Strändernas svall), 1946 15. Harry Martinson, Même les orties fleurissent (Nässlorna blomma), 1935 16. Hjalmar Söderberg, Docteur Glas (Doktor Glas), 1905 17. Anders Jacobsson et Sören Olsson, Les livres de Bert (littérature pour enfants) 18. Harry Martinson, La Société des vagabonds (Vägen till Klockrike), 1948 19. Astrid Lindgren, Zozo la Tornade (Emil i Lönneberga) 20. Vilhelm Moberg, À cheval ce soir (Rid i natt), 1941 |

### Littérature pour la jeunesse

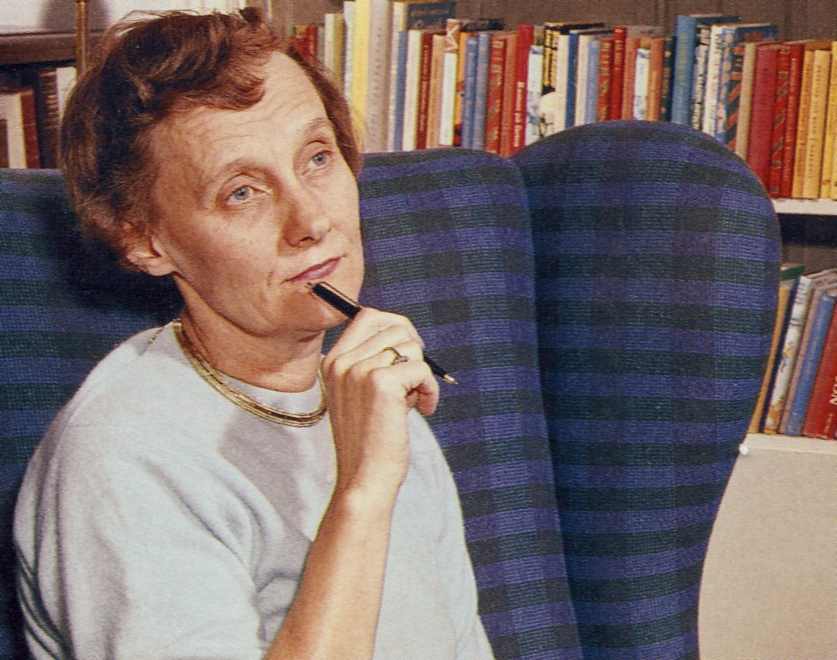
Astrid Lindgren vers 1960

Astrid Lindgren et Elsa Beskow ont obtenu une reconnaissance internationale pour leurs les livres pour enfants. Henning Mankell, en plus de son commissaire Wallander, a également écrit des livres pour enfants dont l'imaginaire prend souvent source en Afrique (Henning Mankell partage son temps entre la Suède et le Mozambique).

## Institutions
- Académie royale suédoise des belles-lettres, d'histoire et des antiquités
- Société de littérature suédoise en Finlande, Académie les Neuf
- Prix littéraires en Suède, dont Prix Dobloug, Grand prix de littérature du Conseil nordique, Grand prix des Neuf
- Prix du meilleur roman policier suédois depuis 1982
- Prix Nobel de littérature depuis 1901
- Swedish Literature Bank (en)
- Salon du livre de Göteborg depuis 1985
- Magazines littéraires : Africa & Asia, Among Gnomes and Trolls, Ars Interpres,
  - Dagny (magazine), Folket i Bild/Kulturfront, Hertha (magazine), Home Review, Nordic Journal of English Studies, Swedish Book Review